# Kaple svatého Jana Nepomuckého (Slavošovice)
Kaple svatého Jana Nepomuckého se nachází v obci Slavošovice nedaleko Klatov. Je zasvěcena svatému Janu Nepomuckému. Jedná se o vesnickou empírovou kapli postavenou v první třetině 19. století. Tato návesní kapli, která tvoří soubor spolu s pamětním křížem v její blízkosti.

## Historie
Kaple vznikla po zaměření obce do tzv. císařského otisku stabilního katastru. V roce 1923 po vzniku místního sboru dobrovolných hasičů byla na návsi v těsné blízkosti kaple zřízena požární nádrž. V kapli se konaly pravidelně mše v neděli po svátku Jana Nepomuckého, tj. první neděli po 16. květnu.
V roce 2022 proběhla rekonstrukce kaple a 17. června 2023 byla znovu vysvěcená při příležitosti 100. výročí SDH Slavošovice.

## Popis
Kaple má obdélníkový půdorys s trojbokým závěrem. Vstupní průčelí je tvořeno otevřenou předsíní se čtyřmi sloupy a trojúhelníkovým štítem. Na hřebeni střechy je zvonička s lucernou. Předsíň zdobí dvě niky, v nichž se podle pamětníků nacházely sošky Panny Marie, a pamětní deska věnovaná rodákům padlým v 1. světové válce.
Interiér kaple zdobí oltář, za nímž jsou tři niky určené pro sochy. Podle pamětníků v nich stály sochy svatého Jana Nepomuckého, svatého Václava a svatého Prokopa.

## Galerie

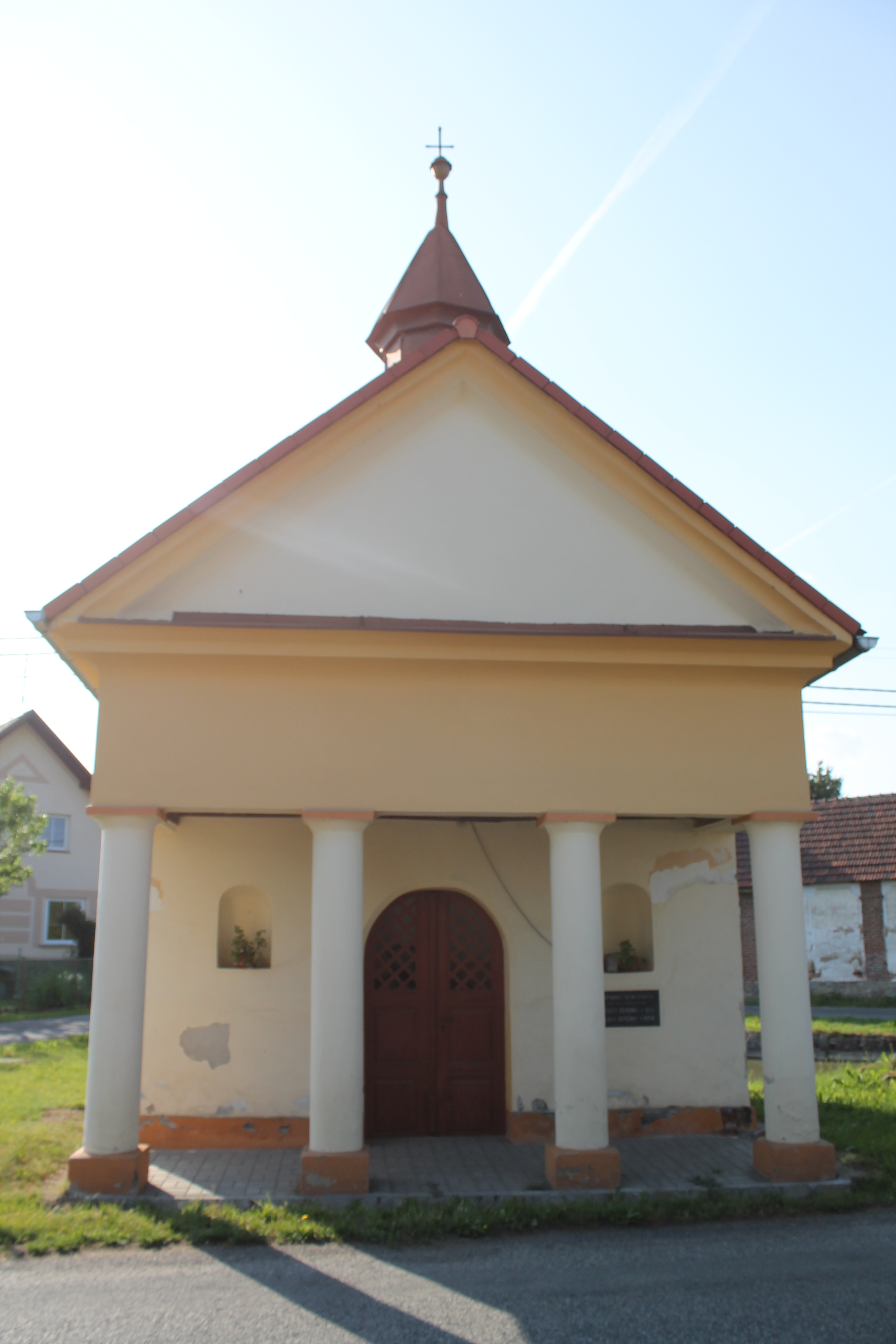
Kaple svatého Jana Nepomuckého (průčelí)
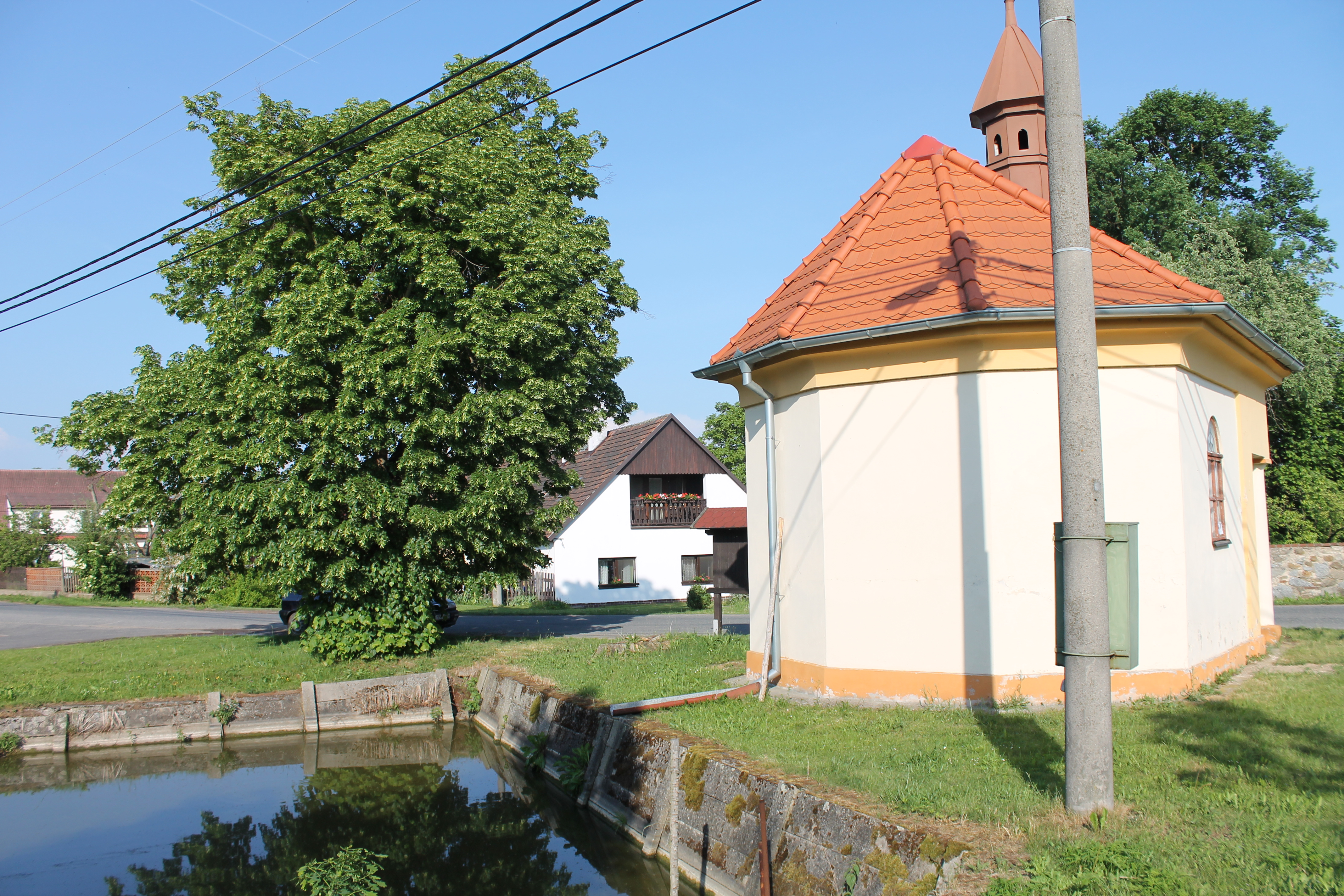
Kaple svatého Jana Nepomuckého (pohled od hasičské nádrže)
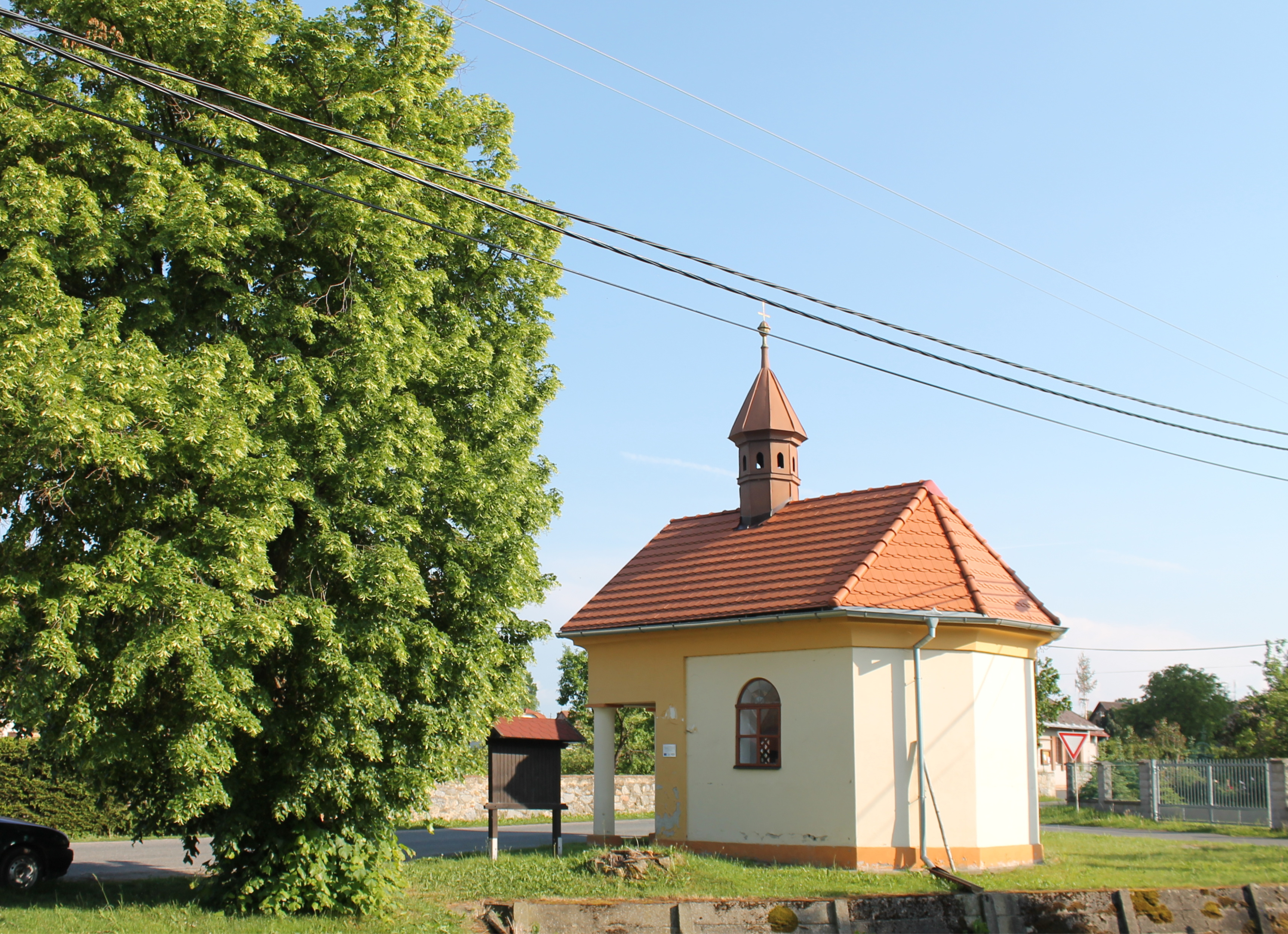
Kaple svatého Jana Nepomuckého (pohled z návsi)
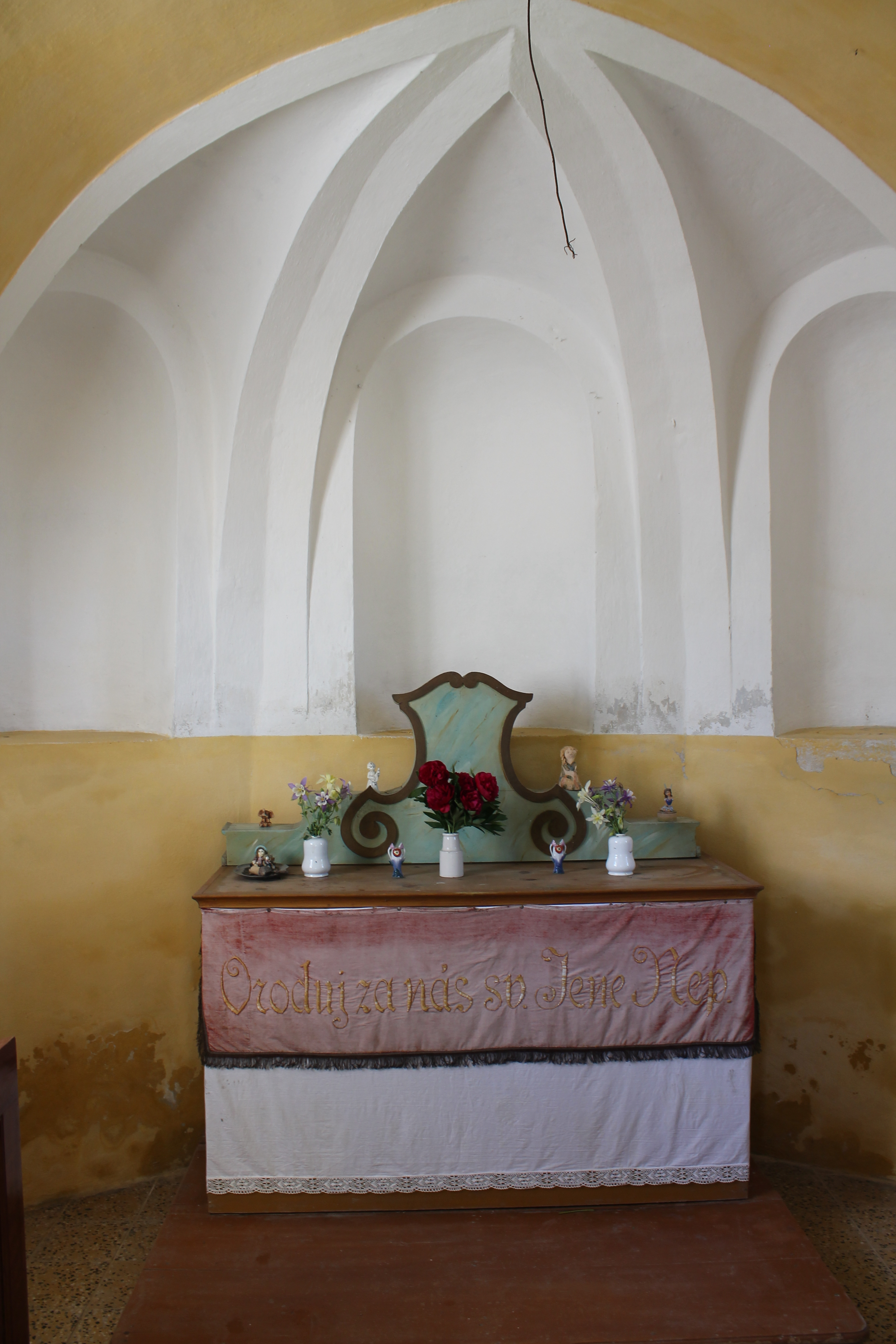
Interiér kaple svatého Jana Nepomuckého
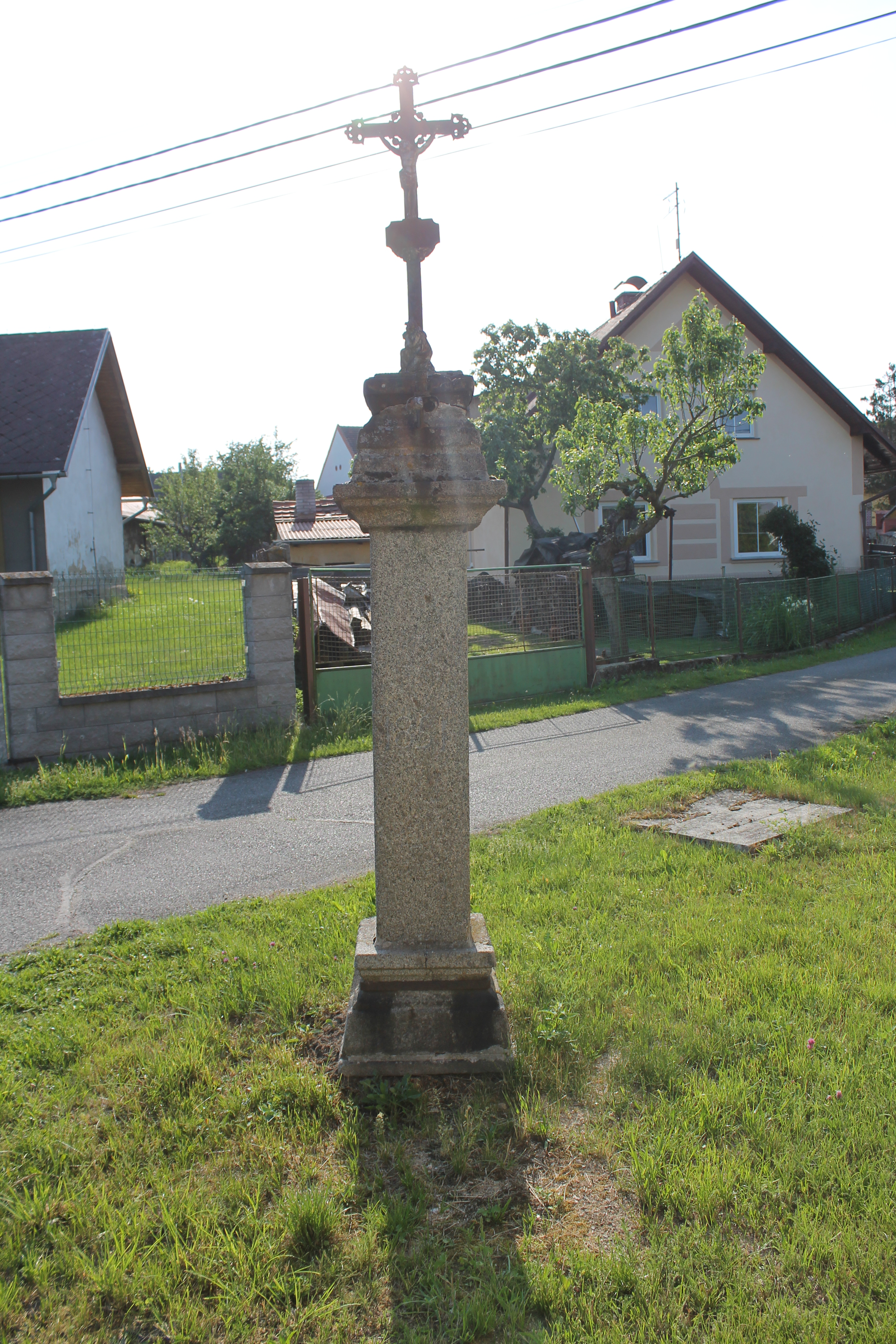
Pamětní kříž